# 돔 더루이즈
돔 더루이즈(Dom DeLuise, 1933년 8월 1일 ~ 2009년 5월 4일)는 미국의 배우이자 희극인이다.

## 출연 작품
- 트라잉 투 겟 굿: 더 재즈 오디세이 오브 잭 셀던 (2008)
- 조한 (2008)
- 이츠 올 어바웃 유 (2002)
- 브레이니액컴 (2000)
- 피블의 모험 4 (1999)
- 위트와 슬라이 (1999)
- 비트윈 더 시트 (1998)
- 모든 개들의 크리스마스 캐롤 (1998)
- 마우스 킹 2 (1998)
- 피블의 모험 3 (1998)
- 대포알탄 사나이 (1997)
- 찰리의 하늘나라 대소동 (1996)
- 레드 타겟 (1996)
- 돈 드링크 워터 (1994)
- 햄들의 침묵 (1994)
- 센트럴 파크의 요정 (1993)
- 스케이트보드 키드 (1993)
- 못말리는 로빈 훗 (1993)
- 베이비 대소동 (1992)
- 아우토반(영어판) (1992)
- 외계인 먼치 (1992)
- 피블의 모험 2 (1991)
- 해필리 에버 에프터 (1990)
- 표적없는 총성 (1990)
- 찰리의 천국여행  (1989)
- 올리버와 친구들 (1988)
- 바나나 대소동 (1987)
- 허니문 소동 (1986)
- 피블의 모험 (1986)
- 갱 파티 (1984)
- 캐논볼 2 (1984)
- 베스트 리틀 호하우스 인 텍사스 (1982)
- 마우스 킹 (1982)
- 세계사 (1981)
- 캐논볼 (1981)
- 더 라스트 메리드 커플 인 아메리카 (1980)
- 나일강의 기적 (1980)
- 도미닉은 못말려 (1980)
- 스모키 밴디트 2 (1980)
- 머펫 무비 (1979)
- 강력범 (1979)
- 6인조 (1978)
- 카사블랑카의 살인 (1978)
- 디 엔드 (1978)
- 월드 그레이티스트 러버 (1977)
- 무성 영화 (1976)
- 비밀 문서 소동 (1975)
- 브레이징 새들스 (1974)
- 12개의 의자 (1970)
- 데이빗 프로스트 쇼 (1969)
- 글래스 바텀 보트 (1966)
- 핵전략 사령부 (1964)